# Töltés (fizika)
A fizika területén a töltés egy részecske vagy test valamely fizikai térrel (mezővel) való kölcsönhatását jellemzi. Különböző töltés jellegű kvantumszámot vezettek be a részecskefizika területén. Az elektromágneses kölcsönhatás esetén az elektromos töltést, a kvarkok és gluonok közötti  erős kölcsönhatás esetén a színtöltést, a gyenge kölcsönhatás esetén a ritkaságot és az izospint.
Néha a barionszámot és a leptonszámot is hívják bariontöltésnek, illetve leptontöltésnek, mivel az antirészecske esetén az elektromos töltéshez hasonlóan ez is ellentétes a részecskéhez képest.